# Pavlo Petrenko
Pavlo Petrenko (né le 17 juillet 1979 à Tchernivtsi est un avocat et homme politique ukrainien, ministre de la justice.

## Formation
Il a fait des études de droit à l'université nationale de Tchernivtsi.

## Parcours politique
Il a été élu de la VIIe et VIIIe Rada ; il est ministre de la justice du Gouvernement Iatseniouk I, Iatseniouk II et du Gouvernement Hroïsman.